# Jesper Christiansen
Jesper Ringsborg Christiansen (Roskilde, 1978. április 24. –) dán válogatott labdarúgókapus.
A dán válogatott tagjaként részt vett a 2002-es és a 2010-es világbajnokságon.

## Sikerei, díjai
FC København
- Dán bajnok (4): 2005–06, 2006–09, 2008–09, 2009–10
- Dán kupagyőztes (1): 2008–09